# Personaggi di Scream

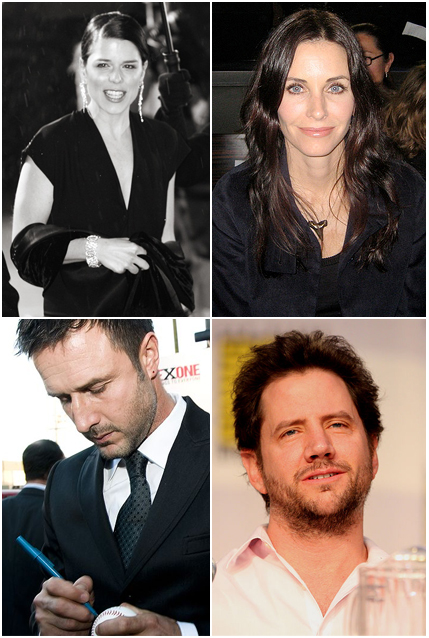
Gli interpreti dei quattro principali personaggi della saga di Scream; dall'alto a sinistra al basso a destra: Neve Campbell, Courteney Cox, David Arquette e Jamie Kennedy.

Questo è l'elenco dei personaggi di Scream, serie cinematografica horror ideata da Kevin Williamson e diretta da Wes Craven.

## Personaggi principali

### Sidney Prescott
Sidney Prescott, interpretata da Neve Campbell (film 1-5,7-in corso), è la protagonista nonché l'obiettivo principale del serial killer Ghostface in tutti i film della saga (tranne il sesto film) . In Scream è una giovane studentessa di Woodsboro perseguitata dal suo ragazzo Billy, in cerca di vendetta poiché il matrimonio tra i suoi genitori è naufragato a causa della madre di Sidney. In Scream 2, mentre frequenta il college, è invece presa di mira dalla madre di Billy, la signora Loomis, che vuole vendicare la morte del figlio. In Scream 3, terminati gli studi, cerca di vivere in una località nascosta, isolata da amici e parenti, ma ancora una volta rimane vittima di Ghostface, impersonato dal figlio illegittimo di sua madre, che era stato concepito e abbandonato prima della nascita di Sidney, quando sua madre aveva tentato una carriera ad Hollywood. È presente anche nel quarto film della saga, dove, a distanza di un decennio dall'ultima volta, incontra nuovamente il serial killer, che prende di mira la sua giovane cugina Jill. Nel quinto film, dopo 25 anni dai primi massacri, è diventata mamma e vive lontana da Woodsboro. Tuttavia una nuova scia di omicidi la richiamerà nella sua città natale.

### Linus Riley
Linus Riley (Dwight "Dewey" Riley in originale), interpretato da David Arquette (film 1-5,7-in corso), in Scream è il giovane vice-sceriffo di Woodsboro e fratello di Tatum Riley, migliore amica di Sidney Prescott, che però verrà uccisa da Ghostface. Mentre è incaricato di proteggere Sidney si innamora della giornalista Gale Weathers. Alla fine del primo film viene pugnalato alla schiena da Ghostface ma riesce a sopravvivere. Anche in Scream 2 e Scream 3 resta accanto a Sidney, e nuovamente rimane lui stesso vittima del killer, riuscendo però anche questa volta a sopravvivere. I tentativi di costruire una storia d'amore con Gale sembrano fallire, ma alla fine del terzo capitolo le chiederà di sposarlo. In Scream 4 è diventato sceriffo di Woodsboro, dove vive con sua moglie Gale. Nel quinto film è in pensione anticipata e aiuta gli adolescenti di Woodsboro a dare la caccia a un nuovo assassino. Tuttavia, stavolta, nel tentativo di uccidere l'assassino, verrà ucciso brutalmente da Amber.

### Gale Weathers
Gale Weathers, interpretata da Courteney Cox (film 1-in corso), è una spietata giornalista che nei primi due film perseguita Sidney a caccia di uno scoop. Nel primo film si prende gioco dell'ingenuo vice-sceriffo, pur di restare vicina ai luoghi del delitto, ma in seguito anche lei si innamorerà di Dewey. In Scream 3 si dimostra molto più compassionevole rispetto ai capitoli precedenti, aiutando Sidney a combattere il killer. In Scream 4 si ritrova sposata con Dewey a Woodsboro. Nel quinto film diventa la conduttrice di un programma giornalistico ed è ormai separata da Linus. Dopo la morte di quest'ultimo deciderà di omaggiarlo in un libro. In Scream VI viene brutalmente pugnalata da Ghostface ma riesce a sopravvivere. In tutti i capitoli si ritrova anche lei faccia a faccia con Ghostface.

### Ghostface
Ghostface, la cui voce è di Roger L. Jackson (film 1-in corso), è il serial killer autore di efferati omicidi in tutti i capitoli di Scream. Nei vari film è impersonato da vari personaggi, Billy e Stu nel primo, Mickey e la signora Loomis nel secondo e il regista Roman Bridger nel terzo. Nella prima trilogia uccide in totale 23 persone.
Nel quarto film il serial killer è impersonato da Jill Roberts, cugina di Sidney, e il suo amico Charlie Walker, entrambi desiderosi di diventare protagonisti di una nuova generazione della vicenda. Nel quinto film i killer si scoprono essere due accaniti fan della saga horror Squartati (Stab) Amber Freeman e Richie Kirsch i quali, delusi dalla decadenza della loro saga preferita e del genere horror in generale, decidono di creare il loro proprio sequel da cui la saga cinematografica potrebbe, secondo loro, prendere spunto per una nuova rinascita. Nel sesto film i killer si scoprono essere il detective Wayne Bailey e i figli Quinn ed Ethan, desiderosi di vendicare la morte del figlio e fratello Richie.

### Cotton Weary
Cotton Weary, interpretato da Liev Schreiber (film 1-3), è il sospettato per l'omicidio di Maureen Prescott, la madre di Sidney, nel primo film. Era stato condannato a morte dopo essere stato identificato dalla stessa Sidney, ma alla fine si scoprirà che gli autori del delitto erano stati Billy Loomis e Stu, così sarà scagionato. Nel secondo film cerca di riscattarsi, partecipando in diversi show televisivi allo scopo di guadagnare più soldi possibile, ma finirà nuovamente per essere sospettato degli omicidi. In Scream 3 è diventato il conduttore di un programma televisivo di successo, ma prima la sua fidanzata e poi lui stesso finiranno uccisi per mano di Ghostface.

### Randy Meeks
Randy Meeks, interpretato da Jamie Kennedy (film 1-2, ricorrente 3), è uno studente geek appassionato di cinema. È l'autore delle regole che vengono enunciate nei primi tre film: nel primo spiega come sopravvivere ad un film horror, nel secondo come sopravvivere al sequel di un film horror, e nel terzo come sopravvivere all'ultimo capitolo di una trilogia di film horror. È una delle vittime di Ghostface nel primo capitolo, dove si salva per miracolo. Finisce ucciso in Scream 2 da Ghostface (Nancy Loomis) mentre in Scream 3 appare in un video testamentario che ha lasciato alla sorella, dove enuncia per la terza volta le sue regole.

### Kirby Reed
Kirby Reed, interpretata da Hayden Panettiere (film 4, 6), è una delle migliori amiche di Jill. Viene pugnalata da Charlie Walker ma riesce a sopravvivere. Nel sesto film si scoprirà essere diventata un'agente dell'FBI. Quasi alla fine del film, Kirby viene pugnalata da Ethan, ma si vendica uccidendolo con la stessa TV che ha ucciso Stu Macher.

### Samantha Carpenter
Samantha "Sam" Carpenter, interpretata da Melissa Barrera (film 5-6) è il nuovo bersaglio di Ghostface. Tornerà a Woodsboro dopo l'aggressione a sua sorella e verrà presa di mira dall'assassino in quanto nasconde a tutti di essere la figlia di Billy Loomis. Avrà a che fare con Sidney, Linus e Gale. Si scopre che il killer è il suo ragazzo Richie e l'amica di sua sorella Amber che vogliono incastrarla, ma entrambi verranno uccisi. Nel sesto film viene accusata di aver incastrato Richie e Amber. Quando un nuovo Ghostface uccide i suoi amici, e si rivela come la famiglia di Richie, Samantha li uccide e inizia una relazione con Danny Brachett.

### Tara Carpenter
Tara Carpenter, interpretata da Jenna Ortega (film 5-6) è la sorella di Sam ed è la prima ad essere aggredita dall'assassino. Riserva rancore verso la sorella in quanto è andata via di casa quando era piccola. Dopo un altro confronto con l'assassino in ospedale, dove sarà salvata da Sam e Linus, e comprese le motivazioni della sorella, si riappacifica con lei. Verso la fine del film riesce a uccidere Ghostface (Amber). Nel sesto film riesce a sopravvivere con Sam e si innamora di Chad Meeks Martin.

## Personaggi diScream

### Billy Loomis
William "Billy" Loomis, interpretato da Skeet Ulrich (film 1, ricorrente 5-6), è il ragazzo di Sidney, che si rivelerà il killer che impersona Ghostface, in collaborazione con il suo complice Stu. La sua prima vittima è stata Maureen Prescott, la madre di Sidney, uccisa per vendetta in quanto quest'ultima era stata amante del padre e quindi causa della fine del matrimonio tra i suoi genitori. Nel suo piano omicida tenta di uccidere Sidney e incastrare il padre Neil Prescott, ma finirà ucciso dalla stessa Sidney con un colpo di pistola alla testa, dopo essere già stato ferito con uno sparo da Gale Weathers. Nel secondo film sua madre tenta di vendicarlo ma finirà uccisa da Sidney. Nel quinto film si scopre che ha avuto una relazione con una ragazza liceale prima della sua morte e ha una figlia Samantha Carpenter che affronterà follie e omicidi simili a quelli di suo padre.

### Stu Macher
Stuart "Stu" Macher, detto anche "Stu", interpretato da Matthew Lillard (film 1), è un compagno di scuola di Sidney, che si rivelerà essere il complice di Billy. È fidanzato con Tatum Riley. Durante il
film, in uno scambio di battute tra Stu e Randy, presso la fontana della scuola, si scopre che Stuart era stato lasciato da Casey Backer per Steven Orth, costituendo questo un movente per l'omicidio iniziale della ragazza e del suo fidanzato. Stu Macher nel film si presenta come un personaggio alquanto eccentrico, dai modi stravaganti. Inoltre, nella scena finale del film, lo stesso rivela a Sidney la sua "Peer pressure", ovvero una pressione sociale che lo avrebbe spinto ad emulare i comportamenti omicidi dell'amico Billy. Nel quinto film si scopre che ha una sorella Leslie che ha un figlio Vince che cadrà ucciso da Ghostface. Nel sesto film Kirby Reed uccide il serial killer Ethan Landry con la stessa TV che ha ucciso Stu .

### Maureen Roberts-Prescott
Maureen Roberts, coniugata Prescott, interpretata da Lynn McRee (film  ricorrente 1, 3), è la madre di Sidney, nonché prima vittima di Ghostface, un anno prima dei fatti del primo film. Nel primo e nel terzo film, dove appare in alcuni flashback, è direttamente collegata al movente che spinge il serial killer a prendere di mira Sidney. In Scream infatti è indicata dall'omicida come la causa della fine del matrimonio dei suoi genitori, mentre nel terzo ad agire è il suo figlio illegittimo concepito ed abbandonato ad Hollywood, quando da giovane aveva tentato di intraprendere una carriera cinematografica.

### Casey Becker
Casey Becker, interpretata da Drew Barrymore (film 1), è la seconda vittima di Ghostface, la prima che si vede nel film. Viene infatti uccisa e sventrata da Ghostface (Billy) insieme al suo ragazzo, Steven "Steve" Orth, ucciso da Stu, nelle scene iniziali, anche lei frequentava lo stesso liceo di Sidney.

### Tatum Riley
Tatum Riley, interpretata da Rose McGowan (film 1), è la migliore amica di Sidney, nonché sorella del vice-sceriffo Dewey e fidanzata di Stu. Anche lei viene uccisa da Ghostface (Billy Loomis) con la porta automatica del garage.

### Kenneth "Kenny"
Kenneth "Kenny" Jones, interpretato da W. Earl Brown (film 1) è il cameraman personale di Gale Weathers, che lo sfrutta non mancando di insultarlo alla prima occasione. Viene ucciso nel suo furgone da Ghostface (Stuart Macher)

### Neil Prescott
Neil Prescott, interpretato da Lawrence Hecht (film 1, 3), è il padre di Sidney, rapito da Billy e Stu, che tentano di incastrarlo per la serie di omicidi. Appare anche in Scream 3. Craven ha affermato in un'intervista che Neil muore di vecchiaia prima degli eventi narrati in Scream 4.

### Hank Loomis
Hank Loomis, interpretato da C. W. Morgan (film 1, 3), è il padre di Billy, che ha avuto una relazione con la madre di Sidney, Maureen, mandando così in frantumi il suo matrimonio. Non vendica il figlio perché vede in Sidney il bellissimo sguardo di sua madre Maureen. Forse morirà di vecchiaia prima di Scream 4.

### Preside Himbry
Arthur Himbry, interpretato da Henry Winkler (film 1), è il preside del liceo frequentato da Sidney. Viene ucciso da Ghostface (Billy) nel suo ufficio.

### Sceriffo Burke
Burke, interpretato da Joseph Whipp (film 1), è lo sceriffo di Woodsboro, che conduce le indagini sugli omicidi di Ghostface.

## Personaggi diScream 2

### Casey "Cici" Cooper
Casey "Cici" Cooper, interpretata da Sarah Michelle Gellar (film 2), è membro di una congregazione di ragazze di cui fa parte la migliore amica di Sidney. Viene uccisa nella sua casa similmente a come era stata aggredita Casey Becker nel primo film. Il serial killer infatti sta replicando gli omicidi di Billy e Stu, uccidendo persone che hanno lo stesso nome delle vittime dell'originale Ghostface.

### Debbie Salt / Nancy Loomis
Debbie Salt / Nancy Loomis, interpretata da Laurie Metcalf (film 2), è una giornalista che segue le vicende legate agli omicidi di Ghostface. In realtà si rivelerà essere Nancy Loomis, madre di Billy, che impersona Ghostface per vendicare la morte del figlio. Quando sta per uccidere Sidney, è Cotton Weary a spararle una prima volta, per poi essere uccisa definitivamente con un colpo alla testa dalla stessa Sidney, come già fatto con Billy. Anche la signora Loomis si è fatta aiutare da un complice, Mickey.

### Mickey Altieri
Michael Altieri, interpretato da Timothy Olyphant (film 2), è il ragazzo di Hallie, la compagna di stanza di Sidney. Si rivelerà essere il principale killer che impersona Ghostface, manovrato dalla signora Loomis ed è colui che ha ucciso tutte le vittime nel film tranne Randy. Viene tradito da Nancy per addossare la responsabilità degli omicidi e viene ucciso da Sidney e Gale .

### Derek Feldman
Derek Feldman, interpretato da Jerry O'Connell (film 2), è il fidanzato di Sidney. Viene falsamente indicato da Mickey, quando questo rivela di essere Ghostface, come suo complice, uccidendolo subito dopo.

### Hallie McDaniel
Hallie McDaniel, interpretata da Elise Neal (film 2), è la migliore amica di Sidney. Quando Sidney viene messa sotto scorta 24h/24, lei decide di recarsi con l'amica nella casa sicura. Tuttavia, durante il viaggio di trasferimento, vengono aggrediti da Ghostface, che uccide gli agenti di scorta e la stessa Hallie.

### Joel
Joel, interpretato da Duane Martin (film 2), è il nuovo cameramen di Gale Weathers. Per tutta la durata del film si dimostra molto impaurito da Ghostface, temendo per la sua vita. Nel quinto e sesto film e implicito che sia il padre di Chad e Mindy Meeks Martin .

### Capo Louis Hartley
Louis Hartley, interpretato da Lewis Arquette (film 2), è il capo del dipartimento di polizia dove Sidney frequenta il college, e dove Ghostface è ritornato a colpire.

### Dawnie, Lois e Murphy
Dawnie, Lois e Murphy, interpretate rispettivamente da Marisol Nichols, Rebecca Gayheart e Portia de Rossi (film 2), sono consorelle della congregazione di Cici Cooper. Dawnie condivide con lei l'abitazione, mentre Lois e Murphy sono due amiche di Hallie, che si dimostrano invidiose nei confronti di Sidney, a causa della sua popolarità e del suo ragazzo.

### Agenti Andrews e Richards
Andrews e Richards, interpretati rispettivamente da Philip Pavel e Chris Doyle (film 2), sono gli agenti assegnati alla scorta di Sidney. Entrambi vengono uccisi da Ghostface mentre tentano di trasferire in auto la ragazza in un'abitazione sicura.

### Reporter
Nancy O'Dell (film 2-3) interpreta un reporter che appare in alcune scene di Scream 2 e Scream 3.

### Phil Stevens e Maureen Evans
Phil Stevens e Maureen Evans, interpretati rispettivamente da Omar Epps e Jada Pinkett (film 2), sono una coppia di fidanzati afroamericani. Nelle scene iniziali del film si recano al cinema per vedere l'anteprima di Squartati (Stab), un film basato sugli omicidi di Woodsboro. Qui vengono entrambi uccisi da Ghostface.

### Attori diSquartati(Stab)
All'interno del film Squartati (Stab), Luke Wilson interpreta Billy Loomis, Heather Graham interpreta Casey Becker, David Schwimmer interpreta Dewey e Tori Spelling interpreta Sidney. (film 2)

## Personaggi diScream 3

### Jennifer Jolie / Judy Jurgenstern
Jennifer Jolie (nome d'arte di Judy Jurgenstern), interpretata da Parker Posey (film 3), è l'attrice che interpreta Gale Weathers in Squartati 3 (Stab 3), e convive con Dewey, che fa da consulente per la produzione del film. Sta sempre vicina a Gale che crede che l'assassino possa divertirsi ad uccidere la vera Gale . Viene uccisa anche lei da Ghostface.

### Detective Mark Kincaid
Mark Kincaid, interpretato da Patrick Dempsey (film 3), è il detective della divisione omicidi della polizia di Hollywood. Anche lui viene aggredito da Ghostface ma riesce a sopravvivere.

### Angelina Tyler
Angelina Tyler, interpretata da Emily Mortimer (film 3), è l'attrice che interpreta Sidney nel film Squartati 3 (Stab 3). Viene uccisa da Ghostface. Anche se sembra buona e gentile, in realtà è senza scrupoli e ha fatto sesso con Milton solo per essere la protagonista. Però le dispiace veramente per tutte le persone che hanno perso la vita prima di lei. Nel film doveva essere la seconda assassina insieme a Roman, ma questa idea fu successivamente cancellata.

### John Milton
John Milton, interpretato da Lance Henriksen (film 3), è un produttore cinematografico, lo stesso che ha commissionato i film Squartati. Quando viene sospettato di essere Ghostface, ammette di aver conosciuto la madre di Sidney in passato, quando questa aveva tentato una carriera nel mondo del cinema.Viene ucciso dal suo presunto figlio Roman Bridger .

### Roman Bridger
Roman Bridger, interpretato da Scott Foley (film 3), è il regista dell'ultimo film di Squartati (Stab), attualmente in produzione. Si rivelerà essere Ghostface, spiegando di essere figlio di Maureen Prescott e Milton, che l'ha abbandonato dopo una relazione illegittima da ragazza. Roman rivela anche di essere stato lui ad indurre Billy e Stu ad uccidere Maureen e ora vuole completare la sua vendetta uccidendo Sidney. Tuttavia finisce ucciso per mano di Dewey, che gli spara alla testa dopo che inutilmente Sidney e il detective Kincaid avevano provato ad ucciderlo.

### Martha Meeks
Martha Meeks, interpretata da Heather Matarazzo (film 3, 5), è la sorella minore di Randy Meeks. Dopo aver appreso dei nuovo omicidi di Ghostface, incontra Sidney Prescott per consegnarle una videocassetta registrata da suo fratello Randy prima di morire in cui quest'ultimo spiega le regole per sopravvivere ad un eventuale terzo capitolo della trilogia horror. Nel quinto film, Martha è sposata e ha due figli adolescenti: Chad e Mindy Meeks-Martin.

### Sarah Darling
Sarah Darling, interpretata da Jenny McCarthy (film 3), è un'attrice del film Squartati 3 (Stab 3), uccisa nello studio cinematografico da Ghostface.

### Tom Prinze
Tom Prinze, interpretato da Matt Keeslar (film 3), è l'attore che doveva interpretare Dewey nel film Squartati 3 (Stab 3). Anche lui viene ucciso da Ghostface.

### Tyson Fox
Tyson Fox, interpretato da Deon Richmond (film 3), è anche lui un attore del film Squartati 3 (Stab 3), anche lui ucciso da Ghostface.

### Christine
Christine, interpretata da Kelly Rutherford (film 3), è la fidanzata di Cotton Weary, uccisa da Ghostface all'inizio del film. Il killer aveva poco prima telefonato a Cotton, offrendo di salvare la vita alla sua ragazza se gli avesse rivelato dove si trovava Sidney, luogo però sconosciuto anche a Cotton.

### Steven Stone
Steven Stone, interpretato da Patrick Warburton (film 3), è la guardia del corpo di Jennifer Jolie. Anche lui viene ucciso da Ghostface.

## Personaggi diScream 4

### Jill Roberts
Jill Roberts, interpretata da Emma Roberts (film 4), è la cugina di Sidney Prescott e nipote di Maureen e nipote acquisita di Neil Prescott. È la migliore amica di Kirby Reed e Olivia Morris. Sembra l'obiettivo dell'assassino. Alla fine del film si scopre che è una killer aiutata dal complice Charlie, uccide il suo ex fidanzato Trevor e Charlie. Invidiosa della fama di Sidney vuole essere la nuova Sidney. Tuttavia verrà uccisa da sua cugina.

### Kate Roberts
Kate Roberts, interpretata da Mary McDonnell (film 4), si tratta della madre di Jill e della zia di Sidney, sorella di sua madre Maureen. È una delle vittime di Ghostface.

### Charlie Walker
Charles "Charlie" Walker, interpretato da Rory Culkin (film 4), è un compagno di scuola di Jill, geek appassionato di cinema. Si rivela essere complice di Jill negli omicidi. Viene ucciso da Jill alla fine.

### Olivia Morris
Olivia Morris, interpretata da Marielle Jaffe (film 4), è una delle migliori amiche di Jill. Lei è la terza vittima che viene uccisa dal serial killer.

### Robbie Mercer
Robert "Robbie" Mercer, interpretato da Erik Knudsen (film 4), è un compagno di scuola di Jill, geek appassionato di cinema. Viene ucciso dal suo migliore amico Charlie.

### Trevor Sheldon
Trevor Sheldon, interpretato da Nico Tortorella (film 4), è l'ex ragazzo di Jill, di cui è ancora innamorato e pertanto tenta di riconquistarla. Tuttavia Jill tenterà di incastrarlo per farlo sembrare il reale serial killer; finendo alla fine per ucciderlo.

### Marnie Cooper
Marnie Cooper, interpretata da Brittany Robertson (film 4), studentessa della stessa scuola frequentata da Jill, è una delle prime vittime di Ghostface, migliore amica di Jenny Randal.

### Jenny Randal
Jenny Randal, interpretata da Aimee Teegarden (film 4), studentessa della stessa scuola frequentata da Jill, viene uccisa insieme alla sua migliore amica Marnie da Charlie all'inizio del film.

### Rebecca Walters
Rebecca Walters, interpretata da Alison Brie (film 4), è l'assistente personale di Sidney, anche lei vittima di Ghostface.

### Judy Hicks
Judy Hicks, interpretata da Marley Shelton (film 4-5) , è la vice-sceriffo della stazione di polizia di Woodsboro, infatuatasi dello sceriffo Riley. Nel quinto film diventa sceriffo al posto di quest'ultimo ma verrà uccisa insieme al figlio da Ghostface (Amber).

### Anthony Perkins
Anthony Perkins, interpretato da Anthony Anderson (film 4), è un poliziotto della stazione di polizia di Woodsboro, ucciso dal serial killer mentre fa di guardia all'abitazione di Sidney e Jill.

### Ross Hoss
Ross Hoss, interpretato da Adam Brody (film 4), è un poliziotto della stazione di polizia di Woodsboro, ucciso insieme al collega Anthony.

## Personaggi diScream(2022)

### Wes Hicks
Wes Hicks, interpretato da Dylan Minnette (film 5) è un amico di Tara e figlio dello sceriffo Judy Hicks (vicesceriffo nel quarto film). Verrà ucciso subito dopo la madre nella sua abitazione da Richie.

### Richie Kirsh
Richard "Richie" Kirsh, interpretato da Jack Quaid (film 5), è il fidanzato di Sam e accompagna la ragazza nel suo ritorno a Woodsboro. si rivelerà essere uno degli assassini. Fanatico dei film stab insieme alla sua fidanzata segreta Amber vogliono incastrare Samantha per gli omicidi ma viene ucciso da Sam . Nel sesto film la sua famiglia tenta di vendicare la sua morte ma vengono uccisi da Sam.

### Amber Freeman
Amber Freeman, interpretata da Mikey Madison (film 5), è una delle migliori amiche di Tara con cui quest'ultima stava parlando quando venne aggredita. Si rivelerà essere uno degli assassini insieme al fidanzato Richie e vogliono rifare Stab 8 utilizzando Sam come il killer e responsabile della morte di Linus e viene bruciata viva da Gale e Sidney e viene uccisa da Tara con un colpo di pistola alla testa. Nel sesto film Sam dice che Amber ha commesso la maggior parte dei omicidi.

### Mindy Meeks-Martin
Mindy Meeks-Martin, interpretata da Jasmin Savoy Brown (film 5-in corso), è la figlia di Martha Meeks, sorella di Chad e nipote di Randy. Verrà aggredita dall'assassino ma riuscirà a sopravvivere.

### Chad Meeks-Martin
Chad Meeks-Martin, interpretato da Mason Gooding (film 5-in corso), è il figlio di Martha Meeks, fratello di Mindy e nipote di Randy. Verrà anch'egli aggredito dall'assassino ma riuscirà a sopravvivere. È il fidanzato di Liv.
In Scream VI riesce a sopravvivere e inizia ad avere una storia con Tara.

### Liv McKenzie
Olivia "Liv" McKenzie, interpretata da Sonia Ammar (film 5), è la fidanzata di Chad e anch'essa amica di Tara. Verrà uccisa da Amber nel momento in cui quest'ultima si rivela essere l'assassino.

### Vince Schneider
Vincent "Vince" Schneider, interpretato da Kyle Gallner (film 5), è un ragazzo con cui Liv ebbe una fugace storia estiva e che continua a seguire. Verrà ucciso da Ghostface (Richie) all'esterno di un bar. Si scoprirà essere il nipote di Stu Macher.

## Personaggi diScream VI

### Jason Carvey
Jason Carvey, interpretato da Tony Revolori (film 6), è uno studente di cinema della Blackmore University a New York. Ucciderà la sua professoressa di Storia del cinema all'inizio del film per poi essere a sua volta ucciso nel suo appartamento insieme al suo amico Greg da Ghostface (Wayne).

### Laura Crane
Laura Crane, interpretata da Samara Weaving (film 6), è una giovane professoressa della Blackmore University. Viene uccisa dal suo studente Jason Carvey all'inizio del film.

### Detective Wayne Bailey
Wayne Bailey, interpretato da Dermot Mulroney (film 6), è un agente di polizia di New York che indaga sugli omicidi di Ghostface. Si scoprirà essere il padre di Richie Kirsh e uno degli assassini, volendo vendicare la morte di suo figlio. E stato lui a coltivare la passione di Richie per i film horror verrà ucciso da Sam.

### Ethan Landry
Ethan Landry, interpretato da Jack Champion (film 6), è uno studente della Blackmore University e compagno di stanza di Chad. Si scoprirà essere il fratello di Richie Kirsh (quindi figlio del detective Bailey) e il secondo assassino. Viene ucciso da Kirby con la stessa TV che uccise Stu Macher.

### Quinn Bailey
Quinn Bailey, interpretata da Liana Liberato (film 6), è una studentessa della Blackmore University, coinquilina di Sam, Tara, Chad e Mindy. È la figlia del detective Bailey (e quindi sorella di Richie Kirsh ed Ethan Landry). Si scoprirà essere coinvolta anche lei negli omicidi come terza assassina. Viene uccisa da Sam con un colpo di pistola in testa.

### Anika Kayoko
Anika Kayoko, interpretata da Devyn Nekoda (film 6), è una studentessa della Blackmore University, coinquilina di Sam, Tara, Chad e Mindy, oltre a essere la fidanzata di quest'ultima. Verrà uccisa durante un'aggressione da parte dell'assassino (Ethan) nell'appartamento dei protagonisti.

### Dr. Christopher Stone
Dr. Cristopher Stone, interpretato da Henry Czerny (film 6), è uno psicologo presso il cui Sam si trova in terapia. Verrà ucciso dall'assassino (Wayne) nel suo appartamento.

### Danny Brackett
Danny Brackett, interpretato da Josh Segarra (film 6), è il nuovo fidanzato di Sam. Abita nell'appartamento di fianco a quello dei protagonisti. 
Brooks
Brooks, interpretato da Thomas Cadrot (film 6), è il nuovo fidanzato di Gale, la quale però non lo ama allo stesso modo come con Linus. Verrà ucciso da Ghostface (Quinn) nel suo appartamento.